# Damaszek-Miasto
Damaszek-Miasto – jedna z 14 jednostek administracyjnych pierwszego rzędu (muhafaza) w Syrii. Obejmuje Damaszek i sąsiadujące z nim miasto Al-Jarmuk.
W 2004 roku muhafazę zamieszkiwało 1 552 161 osób.